# Piri Reis
Piri Reis, właśc. Piri Ibn Hadżi Memmed (tur. Pîrî Reis lub Muhyiddin Pîrî Bey) (ur. między 1465 a 1470, zm. 1553) – osmański admirał (Reis), geograf i kartograf.
Znany jest głównie z tego, że sporządził wiele dokładnych map. W 1525 ukończył dzieło swojego życia – Kitab-ı Bahriye („Księga mórz”), będące atlasem około 210 map, wraz z opisami, niejednokrotnie wierszowanymi, które pisał pod pseudonimem Piri. Prawdziwą sławę zyskał jednak w XX wieku, kiedy w Stambule odkryto fragment mapy świata, którą narysował w 1513. Obecnie jest ona najstarszą turecką mapą świata z zaznaczonym Nowym Światem i jedną z najstarszych, na których go narysowano (najwcześniejsza jest mapa Juana de la Cosy z 1500).
W 1528 narysował drugą mapę świata, której ocalały fragment przedstawia Grenlandię i Amerykę Północną wraz z Labradorem i Nową Fundlandią, Florydę, Kubę, Hispaniolę, Jamajkę oraz południową część Ameryki Środkowej. W notatkach zaznaczył, że stworzył ją na podstawie 20 innych map m.in. hiszpańskich, portugalskich, arabskich i greckich.

## Życiorys
Przez wiele lat niewiele było wiadomo na temat tożsamości Piri Reisa, a jego imię znaczyło po prostu Admirał Piri. Jednak w oparciu o osmańskie archiwa ustalono, że naprawdę nazywał się Piri Ibn Hadżi Memmed i urodził się na półwyspie Gallipoli albo w europejskiej części imperium osmańskiego (dzisiejsza Wschodnia Tracja) lub też w Karaman w środkowej Anatolii. Dokładna data jego narodzin również nie jest znana, ale przyjmuje się, że było to między 1465 a 1470 rokiem. Jego ojciec nazywał się Hadżi Memmed Piri. Honorowy, ale nieformalny tytuł Hadżi sugeruje, że obaj odbyli pielgrzymkę do Mekki w określonym czasie.
W 1481 roku jako młody chłopak poszedł w ślady swojego słynnego wujka, Kemala Reisa i zajął się korsarstwem. Razem z nim wziął udział w wielu bitwach morskich, które Imperium Osmańskie toczyło z Hiszpanią, Genuą i Wenecją. Kiedy Kemal zmarł w 1511 roku (jego statek rozbił się na Morzu Śródziemnym), Piri powrócił do Gallipoli, gdzie zaczął studiować nawigację i opracowywać swoją pierwszą mapę świata.
W latach 1516–1517 objął dowództwo nad kilkoma statkami wchodzącymi w skład osmańskiej floty biorącej udział w podboju Egiptu. Flotą dowodził Cafer Bey, który najpierw zajął Aleksandrię, a następnie popłynął Nilem do Kairu. Tam Piri sporządził mapę okolicznych terenów i zebrał szczegółowe informacje na ich temat. W 1522 roku uczestniczył w oblężeniu wyspy Rodos, która została zdobyta 22 grudnia 1522 roku.
W 1547 otrzymał stopień admirała (Reis) osmańskiej floty na Oceanie Indyjskim oraz objął dowództwo nad osmańską flotą w Egipcie, której dowództwo ulokowane było w Suezie. 26 lutego 1548 odbił Aden znajdujący się pod władaniem Portugalczyków, a w 1552 zdobył strategiczną wyspę Kisz oraz Maskat, który Portugalia zajmowała od 1507. Udało mu się również zająć wyspę Ormuz leżącą u wejścia do Zatoki Perskiej, półwysep Katar oraz Bahrajn, dzięki czemu pozbawił Portugalczyków dogodnych baz na arabskim wybrzeżu.
W wieku ponad 80 lat powrócił do Egiptu. W 1553 został ścięty, kiedy odmówił wsparcia osmańskiemu gubernatorowi Basry, Kubadzie Paszy w kolejnej kampanii przeciwko Portugalczykom w północnej części Zatoki Perskiej.

## Mapa

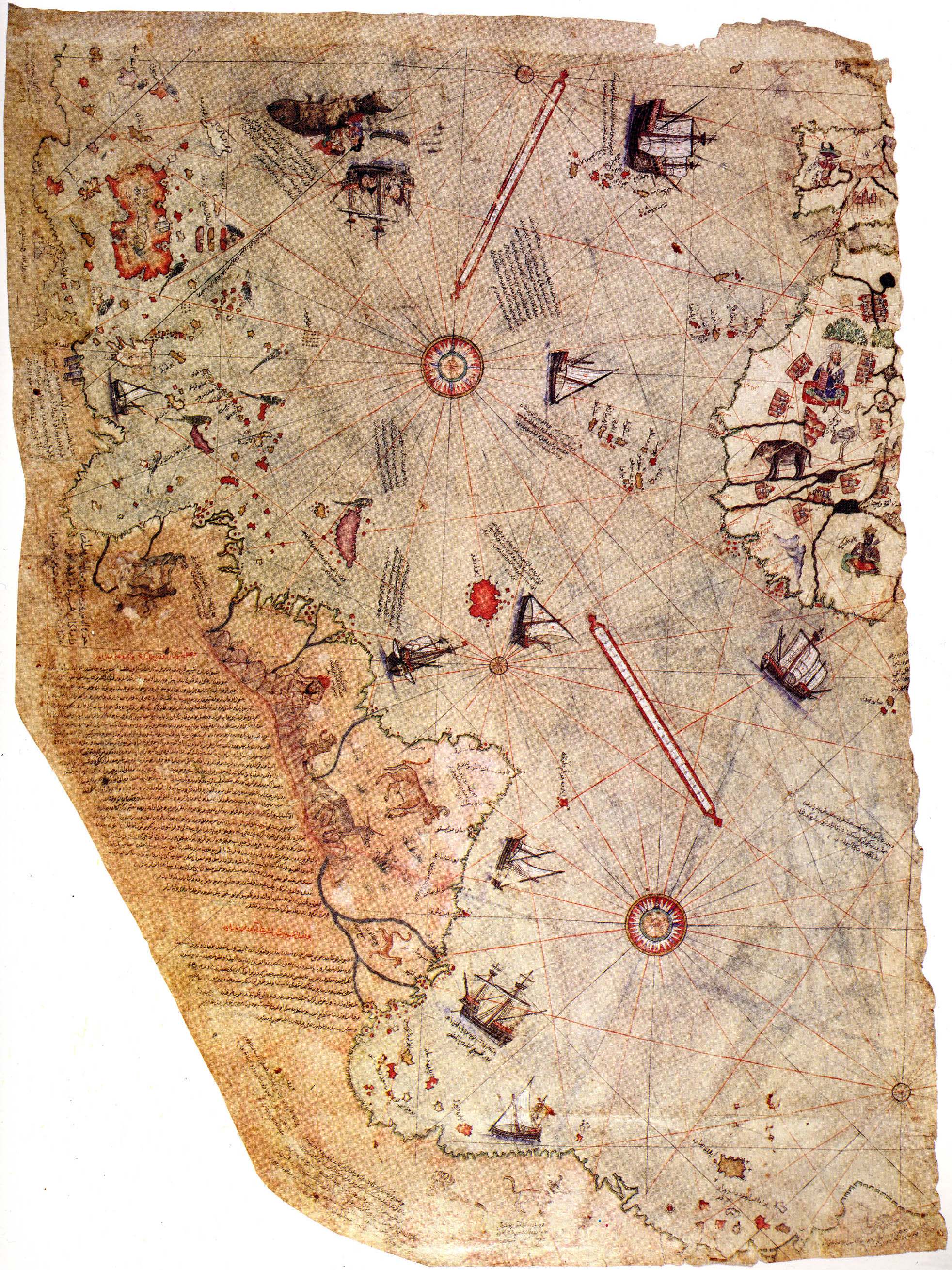
1513 – Mapa świata Piri Reisa zawiera opis wybrzeży Brazylii odkrytej w 1500 r.

9 listopada 1929 r. w muzeum Topkapı w Stambule odkryto fragment mapy świata przedstawiający wybrzeża Atlantyku, którą admirał sporządził w 1513 r., zaznaczając m.in. Brazylię.
Ze względu na brak znajomości sposobu obliczania długości geograficznej mapa sporządzona została w oparciu o układ nawigacyjny zwany „różą wiatrów” – zupełnie różny od obecnie stosowanej siatki kartograficznej.
Większość specjalistów, tak jak historyk kartografii Gregory McIntosh uznaje, że dane geograficzne zawarte na mapie nie wykraczają poza wiedzę geograficzną ówczesnych Europejczyków, zaś sama mapa została najprawdopodobniej przygotowana na podstawie innych map hiszpańskich i portugalskich. Uważają oni, że ziemia zaznaczona przez Piriego nie jest Antarktydą, a autor popuścił po prostu wodze wyobraźni, podobnie jak czyniło to wielu innych współczesnych mu kartografów aż do XVIII wieku. Już starożytni Grecy przewidywali istnienie południowego kontynentu (terra australis), który miałby równoważyć ziemie znajdujące się na północnej półkuli. Prawdopodobnie Piri Reis korzystał z greckich przemyśleń i uzupełnił swoją mapę o fikcyjny kontynent Terra Australis Incognita wzorem greckiego kartografa Ptolemeusza.
Dowodem na to, że Piri Reis opierał się na mapach europejskich jest fakt, że powtarzał występujące na nich miejscowe nieprawidłowości w zorientowaniu szczegółów. Dotyczy to między innymi basenu Morza Karaibskiego i wybrzeży Brazylii. Mapa jest dowodem, że Piri Reis musiał posiadać dość szczegółową znajomość europejskich odkryć geograficznych. Odwzorował na niej między innymi zarys Ameryki Południowej (poznany w efekcie wypraw Pedro Cabrala i Amerigo Vespucciego) oraz z dużymi błędami fragmenty Ameryki Środkowej z Karaibami.

## Odniesienia w kulturze
- Piri Reis pojawia się w grze komputerowej Assassin’s Creed: Revelations.